# 都柏林规则

都柏林公約國家
都柏林公約、歐盟、丹麥協議
歐盟 - 丹麥協議
非歐盟成員國適用規定

都柏林公约（條例 No. 604/2013；或稱都柏林第三公約；前稱都柏林第二公約和都柏林會議）是一部欧盟法律，它指定了难民在日内瓦公约（经过纽约协议修订）下寻求政治避难的申请流程。目的是分清哪个欧盟成员国负责特定的寻求避难者，并确保至少一个成员国处理申请。
在「都柏林體制」下，一般來說，如有難民（更正確的說法是「尋求庇護者」）向簽約國申請庇護，該人只能向第一個踏足的簽約國提出庇護申請，而該國則有責任審核其申請並在期間負責其生活所需。「歐洲指紋數據庫」（EURODAC）備存尋求庇護者和非正規入境者的指紋資料，可用於識別在多於一國重複申請庇護的個案及識別尋求庇護者第一個踏足的國家。

## 歷史
「都柏林體制」最初由1990年6月15日於都柏林簽署的《都柏林公約》（Dublin Convention）確立。1997年9月1日起在最初的12個簽約國生效。該12國是比利時、丹麥、法國、德國、希臘、愛爾蘭、意大利、盧森堡、荷蘭、葡萄牙、西班牙和英國。1997年10月1日奧地利和瑞典加入。1998年1月1日芬蘭加入。挪威和冰島雖然不是歐盟成員國，它們與欧洲各共同体達成協議，讓《都柏林公約》適用於兩國。
《都柏林第二規則》（Dublin II Regulation）於2003年被採納，取代《都柏林公約》，適用於除丹麥外的所有歐盟成員國。丹麥在歐盟獲得豁免，無需完全履行歐盟在自由、安全和司法領域的規定。一份把規則的適用範圍延伸至丹麥的協議於2006年生效。另一份協定書在2006年把歐盟與冰島和挪威的協議的適用範圍延伸至丹麥。2008年3月1日，規則的適用範圍延伸至非歐盟的瑞士和列支敦士登。該等協議隨後通過協定書在丹麥適用。
2008年12月3日，欧洲联盟委员会提出對《都柏林規則》的修訂提議。《都柏林第三規則》（Dublin III Regulation，No. 604/2013）在2013年6月獲得批准，取代《都柏林第二規則》，適用於除丹麥外的所有成員國。2013年7月19日生效。

## 延伸閱讀
- 歐洲動態2.0: 名存實亡的「都柏林規定」 （页面存档备份，存于），2015-09-07